# 道格拉斯 (马恩岛)
道格拉斯（英语：Douglas，马恩岛语：Doolish），马恩岛首府、最大城镇及唯一的城市，人口26,677人（2021年），占整个马恩岛的三分之一。
道格拉斯早在维京人时代便已出现，1863年成为马恩岛首府。2011年，英联邦青年运动会在道格拉斯举行。